# Prefectura de Gifu
Gifu (岐阜県) és una prefectura a la regió de Chūbu, al centre del Japó. La capital és la ciutat de Gifu. Hi ha setze ciutats: Ena, Gifu (capital), Hashima, Kakamigahara, Kani, Mino, Minokamo, Mizuho, Mizunami, Nakatsugawa, Ogaki, Seki, Tajimi, Takayama, Toki i Yamagata. Està organitzat en els districtes d'Anpachi, Fuwa, Hashima, Ibi, Kamo, Kani, Motosu, Ōno i Yōrō.

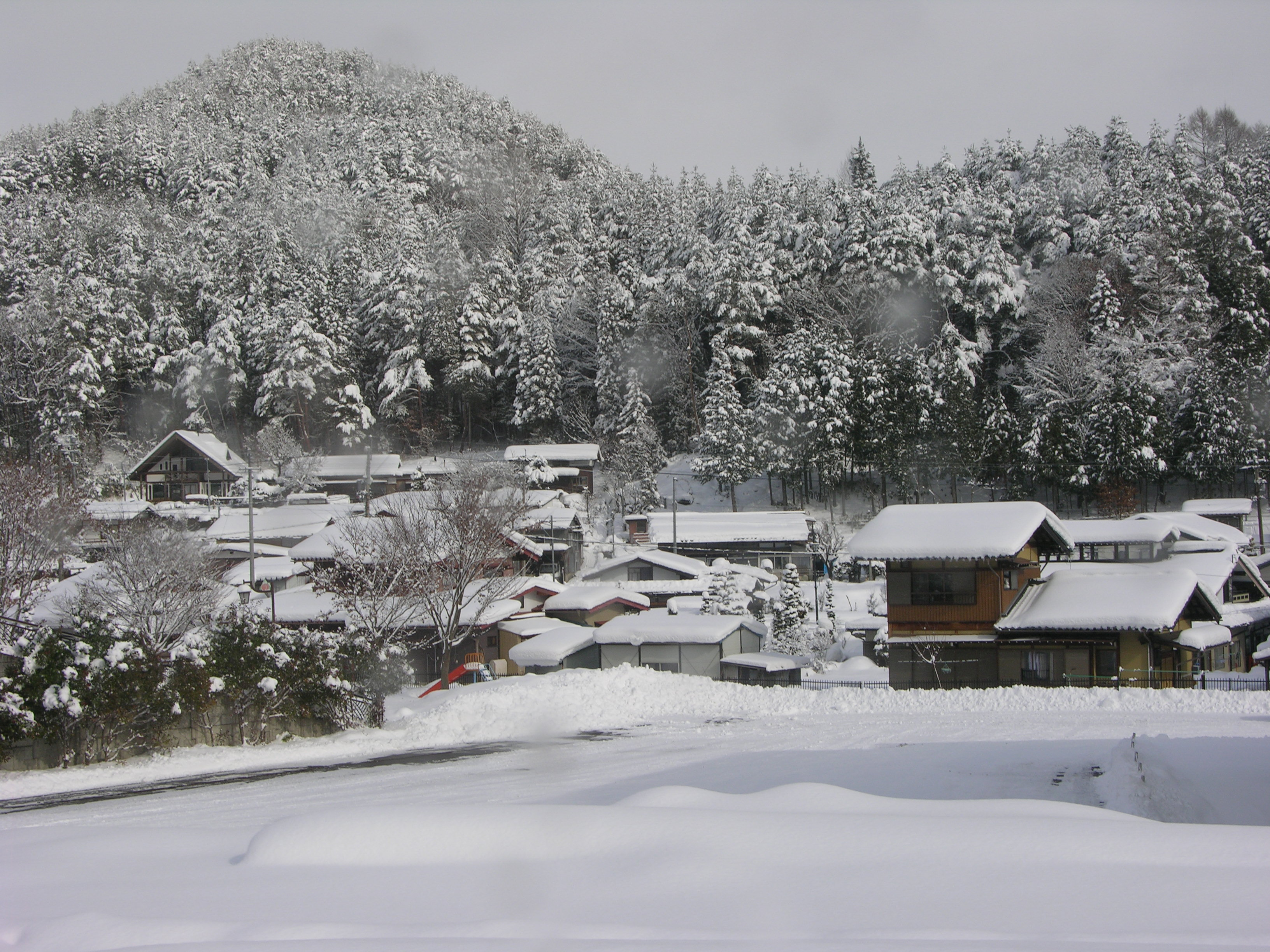
Vista hivernal de Gifu

## Persones il·lustres
- Kenichi Shimokawa